# Gare de Aïn El Bia
La gare de Aïn El Bia, ou gare de Damesme, est une ancienne gare ferroviaire algérienne située dans la commune de Aïn El Bia, dans la wilaya d'Oran.

## Situation ferroviaire
Établie à une altitude de 4,050 m, la gare est située au point kilométrique (PK) 42,400 de la ligne d'Oran à Kenadsa, où elle est précédée de la gare d'El Mohgoun et suivie de l'ancienne gare de Bethioua. Elle est en outre située au PK 4,100 de la ligne d'Arzew à Damesme, dont elle est le terminus et où elle est précédée de l'ancienne gare d'Arzew.

## Histoire
Lors de la colonisation, la gare portait le nom de gare de Damesme.
La gare est mise en service le 28 septembre 1879 lors de l'ouverture de l'ancienne ligne à voie étroite de 1 055 mm d'Arzew à Saïda où elle était précédée de l'ancienne gare d'Arzew et suivie de l'ancienne gare de Saint-Leu (gare de Bethioua),,.